# Vaux-en-Amiénois
Vaux-en-Amiénois é uma comuna francesa na região administrativa de Altos da França, no departamento de Somme. Estende-se por uma área de 11,18 km². Em 2010 a comuna tinha 419 habitantes (densidade: 37,5 hab./km²).